# 48-й отдельный дивизион бронепоездов
48-й отдельный дивизион бронепоездов — войсковая часть автобронетанковых войск РККА вооружённых сил СССР в Великой Отечественной войне.

## Формирование
Формировался с октября 1941 по 27 апреля 1942 года на основании директивы НКО СССР № 22сс от 29 октября 1941 года в Уральском военном округе по директиве штаба Уральского военного округа от 25 ноября 1941 гж № 1/005132 в г.Кургане. Ввиду отсутствия матчасти, до февраля 1942 г. личный состав занимался боевой подготовкой и оборудованием вагонов базы, а затем убыл в Москву, куда прибыл 6 марта 1943 г. С 6 по 12 марта личный состав дивизиона принял бронепоезда № 1 «Смерть немецким оккупантам» и № 2 «Дзержинец».

## История
После укомплектования, 27 апреля 1942 года 48-й дивизион убыл в Сочи, но уже на следующий день его перенаправили в состав Волховской группы войск Ленинградского фронта (с июня 1942 года — Волховский фронт). 4 мая 48-й ОДБП прибыл на станцию Хвойная, откуда перешёл на станции Малая Вишера и Мстинский мост в распоряжение 59-й армии. Сначала бронепоезда прикрывали станции от атак с воздуха, но уже 15 мая бепо получили задачу проводить огневые налёты с позиции у станции Дубцы. Первый налёт силами двух бронепоездов провели 17 мая, и затем до 25 мая ежедневно вели обстрел немецких позиций.
28 февраля 1944 года дивизион вышел из подчинения 54-й армии Волховского фронта и вошёл в состав бронетанковых и механизированных войск Ленинградского фронта. 3 апреля 48-й ОДБП убыл со станции Малая Вишера на станцию Батецкая с задачей восстановления железной дороги Витебск — Ленинград. К 1 мая удалось отремонтировать почти 3 километра полотна. До конца июля бронепоезда выполняли задачу по прикрытию станции Батецкая от атак с воздуха, а 5 августа 1944 года дивизион получил приказ о передаче из состава Ленинградского в 3-й Белорусский фронт. Через несколько дней бронепоезда прибыли на станцию Молодечно, где оставались до весны 1945 года.

## Состав
- Бронепоезд № 681 «Смерть немецким оккупантам» (до 5 декабря 1942 года 1-й бронепоезд) построен в депо им.Ильича Западной железной дороги, состоял из бронепаровоза, 4-х бронеплощадок (на площадках были установлены корпуса с башнями от танков Т-34, закрытые снаружи  бронёй, вооружение каждой состояло из 76-мм танковой пушки Ф-34 и трёх пулемётов ДТ) и площадки ПВО  с двумя 25-мм зенитными пушками[1].
- Бронепоезд № 699 «Дзержинец» (до 5 декабря 1942 года 2-й бронепоезд), изготовленный в паровозном и вагонном депо Москва-Горьковская Дзержинской железной дороги, включал в себя бронепаровоз и 4 бронеплощадки (на них установлены корпуса с башнями от танков Т-28, закрытые снаружи  бронёй, вооружение каждой 76-мм танковая пушка КТ-28 и шесть пулемётов ДТ)[1].

## Командиры

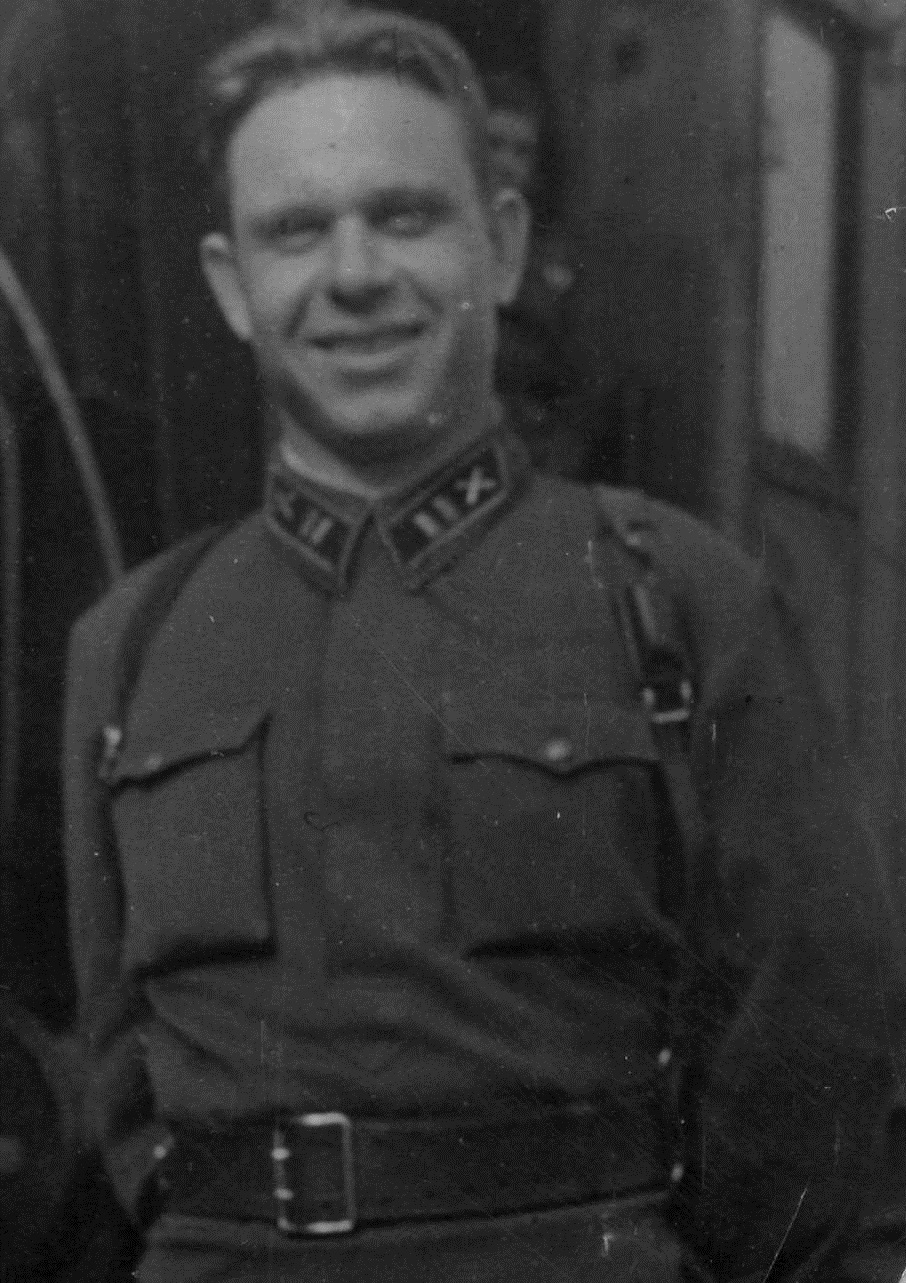
Командир 48 ОДБП Пастухов П.Я.

- Командир дивизиона с мая 1942 по август 1943 года Пастухов Пётр Яковлевич, майор, затем подполковник, полковник[4]
- Командир дивизиона с августа 1943 по 1945 год майор Бархударов Асен Богданович[4]
- Заместитель командира дивизиона по технической части Власенко Ольга Борисовна
- Заместитель командира дивизиона по политической части - батальонный комиссар Апполонов